# 金祖敏
金祖敏（1934年11月—1997年9月27日），男，汉族，浙江绍兴人，曾用名金桂堂。在文革时期于上海任市革委会副主任（1972年11月至1976年10月），是中共第九届中央候补委员、第十届中央委员。系第四届全国人大常委会委员。

## 生平
1950年1月至2月在浙江省绍兴西富陵村任职教师。1951年3月至1953年2月任绍兴文教干部学校政治辅导员。1953年2月至1954年8月在上海公信会计补习学校学习。1954年8月至1956年7月在上海劳动局第一机械训练班学习。
1956年7月至1967年5月开始参加工作，先后任上海电机厂车工、工段长。1960年加入中国共产党。
1966年底，金祖敏参加上海工人造反组织，为负责人之一。文化大革命期间，先后当上中共第九届中央候补委员、上海市革委会副主任、市总工会副主席、中共第十届中央委员。1975年2月，被江青反革命集团安插到中华全国总工会任负责人之一。在粉碎江青反革命集团后，金祖敏被撤销中国共产党党内、外的一切职务，受到监护审查。1982年3月，经中国最高人民检察院审查，决定免予起诉。系第四届全国人大常委会委员。
1982年3月至1994年9月为上海探矿机械厂工人。1994年9月至1997年9月任美国新港公司驻沪办事处总经理。1997年9月27日在上海去世。